# Cerithium flemischi
Cerithium flemischi is een slakkensoort uit de familie van de Cerithiidae. De wetenschappelijke naam van de soort is voor het eerst geldig gepubliceerd in 1933 door Martin.